# 杨嘉墀
杨嘉墀（1919年7月16日—2006年6月11日），男，江苏吴江（今苏州市吴江区）人，中国航天科技专家和自动控制专家、自动检测学的奠基者，两弹一星功勋奖章获得者、中国科学院院士。参与制定中国空间技术发展规划，领导和参加了卫星总体及自动控制系统研制，也是国家高技术863计划倡导人之一。

## 生平
杨嘉墀于1941年毕业于交通大学电机系电信专业。1941年9月至1942年6月，在昆明西南联合大学电机系任助教。1942年7月至1946年12月，在昆明前资源委员会电工器材厂任助理工程师。
1947年至1949年，在美国哈佛大学应用物理系先后获硕士、博士学位。1950年至1955年，先后任美国宾夕法尼亚大学研究员和美国洛克菲勒研究所高级工程师。
1956年回国，后在中国科学院自动化研究所任室主任、副所长。文革后放食堂勞動，1968年恢復後接手调任北京控制工程研究所副所长、中国空间技术研究院副院长兼北京控制工程研究所所长、航天部总工程师。1985年，其有关返回式卫星和东方红一号卫星的工作获国家科技进步特等奖。
1986年3月，与王大珩、王淦昌、陈芳允联名建议发展中国的高技术，受到邓小平的高度重视，促成了863计划。1991年任航空航天部科技委员会顾问、实践系列卫星总设计师。1999年9月，与钱学森、钱三強、邓稼先等共23人一起获两弹一星功勋奖章。
2006年6月11日，杨嘉墀在北京逝世。

## 纪念
- 杨嘉墀科技奖[2]